# Hälsingar (1923)
Hälsingar är en svensk svartvit stumfilm från 1923 i regi av William Larsson. I rollerna ses bland andra Jessie Wessel, Adolf Niska och Larsson. Filmen var Larssons debut som regissör.

## Om filmen
Filmens förlaga var pjäsen med samma namn av Henning Ohlson, vilken hade uruppförts 1 juni 1922 på Tranebergs friluftsteater i Stockholm. Pjäsen omarbetades till filmmanus av Ohlson och Theodor Berthels och spelades in under juli och augusti 1923 i Järvsö i Hälsingland, både exteriört men också interiört i en ateljé som upprättades temporärt på orten. Producent var Lars Björck och fotograf och klippare Adrian Bjurman. Filmen hade premiär den 29 oktober 1923 på biograf Odéon i Norrköping och Sveabiografen i Söderhamn och är 84 minuter lång.
Filmen fick ett blandat mottagande i pressen där de flesta anmälare var positivt inställda.

## Handling
Filmen utspelar sig under 1870-talet i Hälsingland där bröderna Olov och Jonas äger hemmanet Övergården. Jonas är den slarvige av de två och hans leverne leder till konflikter.

## Rollista
- Jessie Wessel – Birgit Ljusnar, lillpiga
- Adolf Niska – Jonas Övergård, bonde
- William Larsson – Olov, hans äldre bror, bonde
- Jenny Tschernichin-Larsson – Övergårdsmor
- Theodor Berthels – Per-Erik, dräng
- Frida Sporrong – Brita-Kajsa
- Erik Lundegård – Gudmund, Birgits son, spelman
- Gunhild Robertson	– Lisa-Lena, piga
- Waldemar Wohlström – Sprätt-Jerker, skräddare
- Georg Grönroos – Östlund, lanthandlare
- Lars Törngren	– domare
- Thure Alfe – åklagare
- Robert Jonsson – ej identifierad roll
- Tottan Skantze – ej identifierad roll